# ひとすじになれない
『ひとすじになれない』は、米米CLUBの12枚目のシングル。1991年9月21日発売。発売元はSony Records。

## 概要
本人出演「ソニービデオカセットV」CMソング。シングルの売上3番目であり、米米CLUB初の3曲入りシングルである。
当時『SAY YES』『どんなときも。』などモンスター的売上かつロングヒットシングルが席巻中で『ひとすじになれない』のチャート初登場順位は3位であった（この週の1位は13週連続1位継続中の『SAY YES』2位『どんなときも。』）。しかしCMや口コミ評価などによりベスト10転落後も常に20位〜40位内を維持するロングヒットを記録、翌年5月に『君がいるだけで／愛してる』発売週も33位に浮上。最終的に同年7月までベスト100入りを維持した。ライヴでも1991年、『ANTI SHARISHARISM 右脳と左脳の恋物語』で初演され以降『THE 8TH OF ACE』等一部を除き、ほぼ毎回演奏されている。

## 収録曲
全作詞・作曲・編曲:米米CLUB
1. ひとすじになれない
2. 愛ズレー恋ズレー
3. Heart of Love
ストリングス・アレンジ:金子飛鳥

## 楽曲の収録アルバム
- DECADE (#1) ※リミックス版を収録
- HARVEST SINGLES 1985-1992 (#1)
- STAR BOX (#1)※『DECADE』と同じリミックス版を収録
- 米 〜Best of Best〜 (#1)